# Convención sobre el Ejercicio de Profesiones Liberales de 1939
La Convención sobre el Ejercicio de Profesiones Liberales de 1939 es un tratado firmado durante el Segundo Congreso Sudamericano de Derecho Internacional Privado en Montevideo en 1939 y 1940, por el que se establece para los titulares de un título obtenido en una institución nacional de un Estado parte un régimen de reválida condicionada de los mismos en los otros Estados parte siempre que guarden una equivalencia razonable. Este tratado viene a actualizar lo dispuesto en la Convención sobre el Ejercicio de Profesiones Liberales de 1889, y vincula a Argentina, Paraguay y Uruguay entre sí.

## Contenido
Al igual que en la Convención de 1889, esta tampoco contiene disposiciones relativas al nombre y títulos personales. 
Esta Convención se aplica a las solicitudes de reválida que se presenten después de haber entrado en vigencia, sin importar la fecha de expedición del título. A diferencia de la de 1889, esta Convención establece un régimen de reválida condicionada por una «razonable equivalencia» entre los estudios y trabajos prácticos exigidos en el Estado en donde se expidió el título y en el que se pretende revalidarlo. El Estado en donde se pide la reválida juzga si la equivalencia es razonable y, en caso de que no haya equivalencia, el solicitante tiene derecho a rendir examen en las materias que faltaren para completar dicha equivalencia. Al igual que en el artículo 1° de la Convención de 1889, esta Convención trata sobre los títulos expedidos por la «autoridad nacional competente», excluyendo según Alfonsín a los títulos expedidos por institutos privados.
La equivalencia se comprueba mediante la documentación que presente el solicitante, por ejemplo, con programas, certificados de estudios prácticos, de tesis, etc. debidamente legalizados, que se comparan con los exigidos en el Estado en donde se pretende revalidar el título.
Por su parte, la equivalencia se presume si el titulado acredita haber ejercido la enseñanza durante diez años en una materia de su profesión. Según Alfonsín, si bien el artículo 2° se refiere a «haber dictado cátedra universitaria», en realidad también se incluye a todas las personas que ejercieron la enseñanza como los profesores agregados o jefes de trabajos prácticos y no solamente a los catedráticos. Del mismo modo que en el artículo primero, se entiende que el artículo 2° refiere a quienes ejercieron la enseñanza en institutos o universidades que tenían «autoridad nacional».
La reválida del título en algunos casos no es suficiente para su ejercicio, por lo cual el titulado deberá cumplir con otras condiciones habilitantes establecidas en la ley local del Estado en el que se solicitó la revalidación para poder ejercerlo allí mismo.
Del mismo modo que en la Convención de 1889, para que la reválida produzca estos efectos, se requiere la exhibición del título, debidamente legalizado, y que el que lo exhiba acredite ser la persona a cuyo favor ha sido expedido.
Para la entrada en vigencia de la convención, de acuerdo con los artículos cuarto y quinto, bastaba con que el Estado que lo aprobara —de acuerdo con lo dispuesto en su legislación interna para la ratificación de tratados— lo comunique al gobierno de Uruguay. Además, admite la adhesión de otros Estados que no hubiesen sido parte del Congreso siguiendo lo establecido por el artículo séptimo. Dejará de tener efecto para los Estados que aprobaren esta Convención la Convención de 1889, aunque seguirá en vigencia para estos Estados frente a los Estados que aprobaron la de 1889 pero no esta Convención.
Para la denuncia deberá notificarse a los demás Estados parte y transcurridos dos años terminará el vínculo.

## Estados parte de la convención
| Estado    | Firmado             | Aprobado                                       | Depósito                               | En vigor |
| --------- | ------------------- | ---------------------------------------------- | -------------------------------------- | -------- |
| Argentina | 4 de agosto de 1939 | 26 de enero de 1963 (Decreto-Ley N° 468/1963)  | 29 de marzo de 1963 (ratificación)     | En vigor |
| Bolivia   | 4 de agosto de 1939 | (no ha sido aprobado)                          | -                                      | No       |
| Paraguay  | 4 de agosto de 1939 | 19 de julio de 1955 (Ley N° 266/1955)          | 29 de enero de 1958 (ratificación)     | En vigor |
| Perú      | 4 de agosto de 1939 | (no ha sido aprobado)                          | -                                      | No       |
| Uruguay   | 4 de agosto de 1939 | 22 de diciembre de 1942 (Decreto-Ley N° 10272) | 22 de diciembre de 1942 (ratificación) | En vigor |